# Saxonia (Schiff, 1862)
Der Raddampfer Saxonia wurde 1862 in der Schiffswerft Blasewitz gebaut. Das Schiff wurde mit der Baunummer 4 auf Kiel gelegt.

## Die Zeit bis 1919
Nach der Indienststellung als Glattdeckdampfer im Juni 1862 fuhr das Schiff für die Vereinigte Sächsisch-Böhmische Dampfschiffahrt, die im März 1867 in die Sächsisch-Böhmische Dampfschiffahrts-Gesellschaft (SBDG) umgewandelt wurde. Eingesetzt wurde das Schiff vorwiegend auf der Strecke Dresden – Torgau.
Um es dem Zugriff des Königreiches Preußen zu entziehen, wurde das Schiff im Mai 1866 im Vorfeld des Preußisch-Österreichischen Kriegs nach Theresienstadt verlegt und erst nach Kriegsende im August 1866 wieder nach Dresden verlegt.
Im Winter 1868/69 erhielt das Schiff einen neuen Zwei-Flammrohr-Kofferkessel.
Am 30. Oktober 1873 wurde mit dem Schiff der Leichnam des am 29. Oktober 1873 in Pillnitz verstorbene König Johann nach Dresden überführt.
Im Winter 1876/77 musste ein neuer Zwei-Flammrohr-Kofferkessel eingebaut werden.
Im Winter 1904/05 wurde das Schiff einer Generalreparatur unterzogen.
Im Herbst 1917 wurde das Schiff aufgrund schwieriger wirtschaftlicher Bedingungen im Ersten Weltkrieg aufgelegt und am 3. März 1919 für 20.000 Mark an die Reederei Otto Krietsch in Magdeburg verkauft.

## Die Zeit nach dem Verkauf

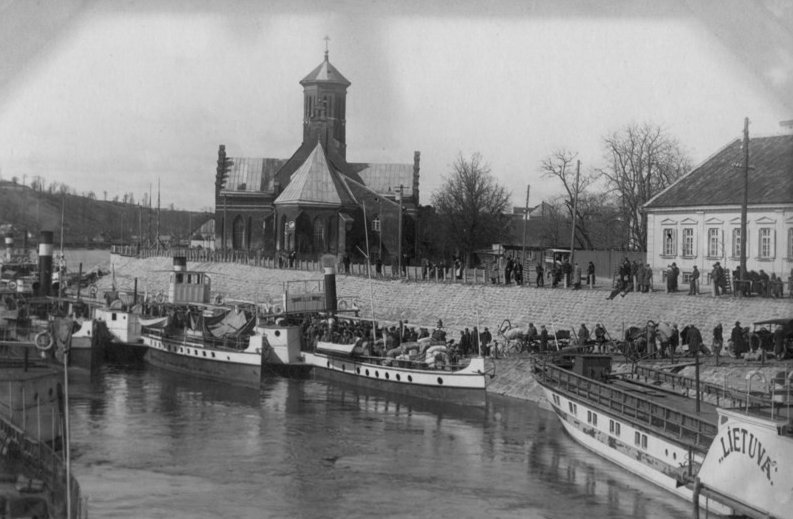
Raddampfer Lietuva vor der Vytautas-Magnus-Kirche in Kaunas

Wahrscheinlich kam das Schiff bei Otto Krietsch aber nicht zum Einsatz. Es wurde schon im Mai 1920 an die Werft A. & W. Wojan  in Danzig weiterveräußert. Im selben Jahr wurde es im Register des Wasserstraßenbezirkes Kaunas aufgeführt und im Raum Klaipėda eingesetzt. 1921 wurde es nach Kaunas verlegt. 1923 wurde es an den in Jurbarkas ansässigen Rotblatas Levenbergas verkauft und unter dem Namen Lietuva eingesetzt.
Nach dem Einmarsch der Roten Armee am 5. Juli 1940 wurden alle Schiffe verstaatlicht. Kurz nach dem Ausbruch des Deutsch-Sowjetischen Kriegs wurde es noch im Juni 1941 durch die vorrückenden deutschen Truppen sichergestellt und im Oktober 1941 durch die Verwaltung des Reichskommissariats Ostland, dem Generalkommissar in Kaunas, in Treuhandverwaltung genommen. Am 13. Mai wurde das Schiff an die neu gegründete Memel-Binnenschiffahrts-G.m.b.H., Kaunas (Nemuno Laivininkystes Bendrové S.A.A.), vermietet. Am 14. Januar 1943 musste das Schiff wegen einer Kesselreparatur in die Werft. Am 15. März 1943 kam es wieder zum Einsatz. Nach der Besetzung von Kaunas durch die Rote Armee im Juli 1944 wurde das Schiff Richtung Westen verlegt. Im Oktober 1944 wurde das Schiff der Kriegsmarine, Dienststelle Danzig (KMD), überstellt und kam als Lazarettschiff im Kurischen Haff zum Einsatz. Im Januar 1945 übernahm die Reederei Wilhelm Skorloff die Verwaltung des Schiffes. In der Folge wurde es unter dem Namen Labiau wahrscheinlich zur Evakuierung der Bevölkerung Königsbergs eingesetzt. Im Februar wurde es in Pillau von der litauischen Besatzung verlassen. Es war aber weiterhin in Fahrt und wurde im April 1945 in Lochstedt als Totalverlust gemeldet. In die Burg Lochstedt wurden die Bestände des Königsberger Staatsarchives ausgelagert.

## Die Dampfmaschine
Die Dampfmaschine, wie auch der Drei-Flammrohr-Kofferkessel stammen aus der Koenig Johann, gebaut bei der Schiffs- und Maschinenbauanstalt Ruston & Co. in Prag. Es handelte sich um eine oszillierende Niederdruck-Zweizylinder-Zwillings-Dampfmaschine mit einer Leistung von 130 PS. in den zwanziger Jahren wurde die Dampfmaschine durch eine neue Maschine der Union-Gießerei Lokomotivfabrik und Maschinenbauanstalt AG unbekannter Bauart ersetzt. Diese Dampfmaschine hatte eine Leistung von 148 PS.

## Kapitäne des Schiffes
- Carl August Kunze 1863–1865
- Carl Protze 1866–1873
- Carl Gottlob Hamisch 1874–1887
- Carl Wilhelm Pfund 1888–1894
- Carl Friedrich Jahn 1895–1896
- Carl Wilhelm Pfund 1897
- Ernst August Bräunling 1898
- Friedrich Ernst Kleemann 1899–1900
- Friedrich Eduard Viehrig 1901–1902
- Karl Gottlieb Pohle 1903–1906
- Gustav Eduard Fischer 1907
- Karl Gottlieb Pohle 1908–1909
- Emil Paul Protze 1910
- Oswin Julius Fritsche 1911–1912
- Ernst Hugo Riedel 1913
- Ernst Gustav Hermann Sinnss 1914–1917